# スポーツゲーム

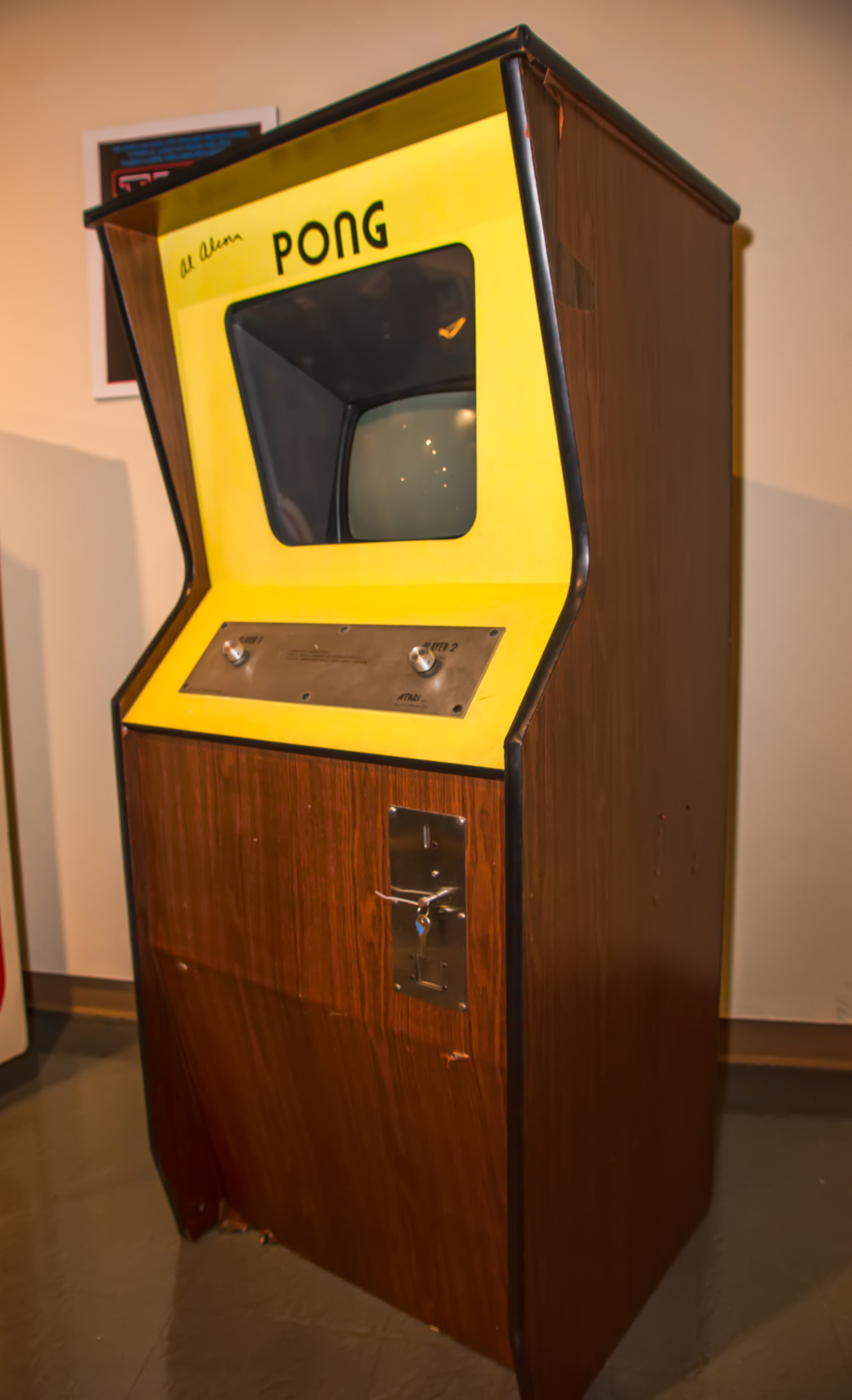
卓球をテーマにした「ポン」は最初に商業的に成功したアーケードビデオゲーム

スポーツゲーム（英: sports video game）は、スポーツを題材としたシミュレーションゲームの総称。主にコンピュータゲームを指す場合が多く、そのジャンルの中の一つである。

## 概要
選手を操作してスポーツを行うアクションゲームが多いが、コーチや監督となって選手を育てる育成シミュレーションゲームやチームのオーナーとなる経営シミュレーションゲームも存在する。各ソフトには「スポーツゲーム」のジャンルは付かず、「○○ゲーム」（○○はスポーツ名）と記される事が多い。また、モータースポーツもスポーツの一種だが、日本のコンピューターゲームの分類においてはレースゲームとしてスポーツゲームとは区別されている。さらに武道や格闘技を題材にした作品の場合は、各作品ごとにその特徴からスポーツゲームであるとされたり格闘ゲームであるとされたり様々である。
また、その国で人気のあるスポーツがゲーム界にも表れており、日本では『ウイニングイレブンシリーズ』と『実況パワフルプロ野球シリーズ』、北米では『マッデンNFLシリーズ』と『NBA 2Kシリーズ』、欧州では『FIFAシリーズ』がゲーム関連におけるランキングの上位常連となっている。日本ではマイナースポーツであるクリケットもゲームを出しており、インドやオーストラリアが中心市場である。なお、eスポーツ界でもスポーツゲームを使用した大会が行われており、部活動などの実際のスポーツ経験者がそのままeスポーツのプロ選手になる傾向が一般的になっている。また、タイアップ元のスポーツ団体そのものが運営に深く関わっていることも多い。

## 選手・チームとの契約
初期のスポーツゲームでは、コンピュータ自体の能力が低かったことから、ゲーム中の仮想の選手には能力差がついていなかった。野球ならすべての打者が同じようにバットを振ったり投球をしていたのである。コンピュータの扱えるデータ量が増えるに従い、ここに三番打者、四番打者といった概念を持ち込むことでゲーム中の選手の差別化が行われるようになった。打率やホームラン数によって同じ操作をしたとしても打球の飛び方が変わったり、得意な変化球で差をつける、盗塁の得意な選手は足が速いといった特徴がつけられるようになった。
この点で野球は、すでに打者・投手のデータを蓄積する体制が十分に整っておりコンピュータゲーム上で再現するのにうってつけであり、日本においては初期から野球ゲームが多数開発されたのである。なお、海外ではサッカーやアメリカンフットボールなどのゲームも、これと同じような経緯をたどっている。さらに選手に名前をつけることにより、感情移入を高める効果も期待できるようになった。スポーツ選手は肖像権で保護される対象となるため、初期の頃のゲームでは現実の選手名を一文字だけ変えた「ニセモノ」の選手が設定されていたが、ゲーム業界自体が拡大すると選手やチームなどと契約することで「公認」を受け、現実世界に存在するチームのデータをゲーム中に再現する作品が発生したのである。
スポーツの世界では選手のチーム間移籍などが毎年行われるが、人気作になるとこの選手の移動などに対応したバージョンが毎年発売されることになる。この契約には、そのスポーツの知名度とビジネスに相応する契約金が動くことになり、一定期間他のゲームメーカーが同じ契約をできなくし、「公認」ゲームの称号を独占できるという条件がつく場合もある。そのため、日本のプロ野球の商品化権を取得していたコナミや、アメリカンフットボールやタイガー・ウッズ等のゲーム化権を取得しているエレクトロニック・アーツ（EAスポーツ）などは、スポーツゲームのジャンルにおいて大きな力を持っているといえる。

## ゲームの一覧

### 球技

#### 野球ゲーム
テレビゲーム
- MLB: The Show（英語版）シリーズ（ソニー・コンピュータエンタテインメント）
- 完全中継プロ野球グレイテストナイン（セガ）
- 究極ハリキリスタジアムシリーズ（タイトー）
- 実況パワフルプロ野球シリーズ（コナミデジタルエンタテインメント）
- スーパーマリオスタジアムシリーズ（任天堂）
- セ・パ2001（コーエー）
- チャンピオンベースボールシリーズ（アルファ電子）
- 超人ウルトラベースボールシリーズ（カルチャーブレーン）
- 日米間プロ野球（スクウェア・エニックス）
- パワーリーグシリーズ（ハドソン）
- パワプロクンポケットシリーズ（コナミデジタルエンタテインメント）
- ファミスタシリーズ（ナムコ）
- プロ野球スーパーリーグシリーズ（セガ）
- プロ野球スピリッツシリーズ（コナミデジタルエンタテインメント）
- プロ野球チームをつくろう!シリーズ（セガ）
- プロ野球 熱スタシリーズ（バンダイナムコゲームス）
- ベストプレープロ野球シリーズ（アスキー）
- MLB 2K（英語版）シリーズ（2K Games）
- 燃えろ!!プロ野球シリーズ（ジャレコ）

カードゲーム
- プロ野球ゲーム（タカラ）
- BASEBALL HEROES（コナミアミューズメント）

その他
- エキサイトスタジアムシリーズ（エポック社）体感ゲーム
- ポケットメイト 野球ゲーム（トミー）
- 野球盤（エポック社ほか）

#### サッカーゲーム
- ウイニングイレブンシリーズ（コナミ）
- eFootball（コナミ）
- FIFAシリーズ（EAスポーツ）
- EA Sports FCシリーズ（EAスポーツ）
- UFL（Strikerz Inc）
- イナズマイレブンシリーズ
- プロサッカークラブをつくろう!シリーズ
- キャプテン翼シリーズ
- Hattrick
- Trophy Manager
- エキサイトステージ
- Jリーグサッカー プライムゴール
- Jリーグプロストライカーシリーズ
- ジーコサッカー
- 実況ワールドサッカーシリーズ
- スーパーマリオストライカーズ
- バーチャストライカー
- フォーメーションサッカー
- リベログランデ
- WORLD CLUB Champion Football
- 得点王シリーズ（SNK）
- Eat The Whistle（ドイツ語版）

#### ゴルフゲーム
- 遙かなるオーガスタ
- みんなのGOLFシリーズ
- マリオゴルフシリーズ
- パンヤシリーズ
- エキサイトゴルフ
- ショットオンライン
- ポケットメイト・ホールインワン9
- タイガー・ウッズ PGA TOURシリーズ
- バトルゴルファー唯
- ミニゴルフ

#### テニスゲーム
- Tennis for Two
- テレビテニス
- ファミリーテニス
- スマッシュコートシリーズ
- マリオテニスシリーズ
- パワースマッシュシリーズ
- テニスの王子様シリーズ
- エキサイトテニス
- マジカルスポーツ ハードヒッターシリーズ
- みんなのテニス

#### 卓球ゲーム
- ポン
- コナミのピンポン
- エキサイトピンポンシリーズ
- ライジンピンポン

#### アメリカンフットボール
- マッデンNFLシリーズ

#### ラグビーゲーム
- グレイトラグビー
- プッシュゲーム

#### バスケットボールゲーム
- バーチャNBA
- NBAジャム
- NBA プレイ・バイ・プレイ
- NBAライブシリーズ
- マリオバスケ 3on3

### 格闘技

#### ボクシングゲーム
- 実写でボクシング

#### 柔道ゲーム
- 柔の道

#### テコンドーゲーム
- テコンドー (ヒューマン)

### ウィンタースポーツ
- テン・エイティ スノーボーディング
- テン・エイティ シルバーストーム
- SSX（英語版）シリーズ
- スノボキッズシリーズ
- ファミリースキー
- Board Warriors

### その他のゲーム
- ハイパーオリンピック
- ハイパースポーツシリーズ
- Wii Sports
- マリオ&ソニック AT 北京オリンピック
- マリオ&ソニック AT バンクーバーオリンピック
- デカスリート
- ウィンターヒート
- DECA SPORTAシリーズ
- MARIO SPORTS MIX
- マリオスポーツ スーパースターズ